# ویلهم لیتن

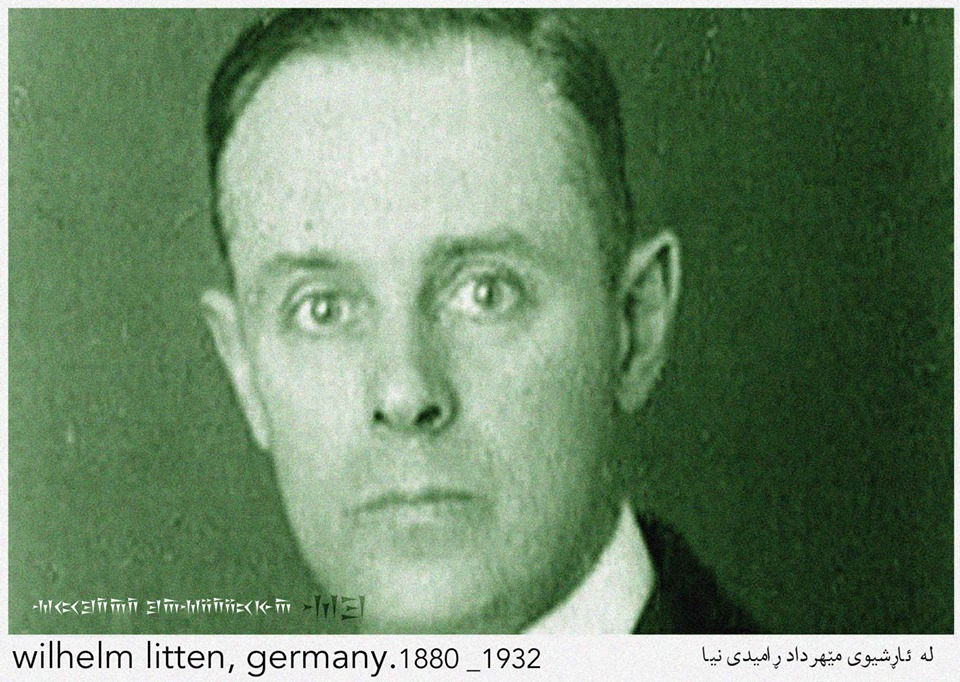
ویلهم لیتن، دیپلمات، شرق‌شناس و نویسندهٔ آلمانی

ویلهم لیتن (به آلمانی: Wilhelm Litten) (زادهٔ ۵ اوت ۱۸۸۰ در سن پترزبورگ، درگذشتهٔ ۲۸ ژانویهٔ ۱۹۳۲ در بغداد) دیپلمات، شرق‌شناس، نویسنده و مترجم اهل آلمان بود. در طول جنگ جهانی اول، در اوایل سال ۱۹۱۶، او شاهد راهپیمایی مرگ ارمنی‌ها در امپراتوری عثمانی بود. گزارش او به نام مسیر وحشت منبعی در مورد نسل‌کشی ارمنی‌ها است. از سال ۱۹۲۰ تا ۱۹۲۴ کنسول در لیبی و از سال ۱۹۲۸ در بغداد و همچنین کاردار رایش آلمان پس از برقراری روابط دیپلماتیک با عراق در آنجا بود.

## آثار
- قانون اساسی جدید ایران مروری بر عملکرد قانونگذاری تا به امروز مجلس ایران. در: مشارکت در دانش شرق: سالنامهٔ انجمن شرقی مونیخ. ۶ (۱۹۰۸)، ص ۱-۵۱
- مقدمه‌ای بر زبان دیپلماتیک ایران. رایمر، برلین ۱۹۱۹. (نسخهٔ آنلاین هاله، دانشگاه و کتابخانهٔ دولتی زاکسن-آنهالت، سال ۲۰۱۲
- ماه عسل ایرانی،‌ انتشار به زبان المانی ۱۹۲۵ - ترجمه پرویز رجبی ۱۳۵۳